# Беляев, Алексей Михайлович (генерал-лейтенант)
Алексей Михайлович Беляев (1831—1885) — генерал-лейтенант Русской императорской армии, редактор «Артиллерийского журнала» в 1875—1885 гг.

## Биография
Алексей Беляев родился 26 июля 1831 года в семье генерал-майора Михаила Алексеевича Беляева (1792—1871) и его первой жены Софьи Захарьевны Кадьян (дочь коллежского советника З. И. Кадьяна). Получил образование в Михайловском артиллерийском училище после чего поступил репетитором по артиллерии в Первый кадетский корпус и был зачислен во 2-ю лейб-гвардии Артиллерийскую бригаду.
С 1855 года Алексей Михайлович Беляев оставил строевые части и принял участие в коренных преобразованиях артиллерийских войск, необходимость которых ярко продемонстрировала Крымская война. Выступив на этом поприще сначала в чине поручика, состоящего в 1857 году при штабе генерал-фельдцейхмейстера великого князя Михаила Николаевича, он в чине полковника в 1863 году занял пост начальника искусственного отделения Главного артиллерийского управления, а в 1867 году — члена и управляющего делами Технического комитета того же управления.
Близко знакомый с разработкой административных и организационных вопросов, имевших связь с развитием техники, принимая в большинстве из них личное участие, А. М. Беляев в 1877 году составил подробный «Очерк преобразований в артиллерии с 1863 года по 1877 год», а вслед за тем под непосредственной его редакцией и при его сотрудничестве было издано «Краткое руководство для артиллерийской службы с полевыми орудиями образца 1877 года».
В 1875 году Алексей Михайлович Беляев был назначен на пост редактора «Артиллерийского журнала» — официального печатного органа артиллерийского ведомства Российской империи; он значительно изменил направление этого периодического издания, отведя, наряду со статьями научно-технического характера, место отделу по разработке вопросов, связанных с практической деятельностью и служебными интересами артиллерийских войск. Сам Беляев нередко посвящал свой досуг литературным работам, но, из присущей ему скромности, печатал их без подписи.
Сохраняя статус постоянного члена Артиллерийского комитета, он являлся деятельным участником нескольких технических комиссий и за отличия по службе был награждён в 1881 году чином генерал-лейтенанта.
Алексей Михайлович Беляев скончался 7 марта 1885 года. Похоронен в Сергиевой Приморской пустыни.
Был женат на Марии Александровне Далер. Его сын Михаил также посвятил свою жизнь армии; дослужился до генерала от инфантерии, являлся последним военным министром Российской империи. После октябрьского переворота участия в общественно-политической деятельности не принимал, однако был арестован и расстрелян ВЧК.

## Награды
- Орден Святой Анны 3 ст. (1861)[8]
- Орден Святого Станислава 2 ст. (1863)
- Орден Святой Анны 2 ст. (1868)
- Орден Святого Владимира 3 ст. (1874)
- Орден Святого Станислава 1 ст. (1877)
- Орден Святой Анны 1 ст. (1880)
- Орден Святого Владимира 2 ст. (1883)
- Бельгийский Орден Леопольда I командорский крест (1870)